# 分类阶元
分类阶元（英文：taxonomic rank）也称作分类阶层、分类层级、分类等级、分类级别等，可简称为阶元，是生物学上进行生物分类时确定生物共性范围的上下等级、大小门类，即根据物种间演化关系的亲疏，使用不同的等级排列，系统化地将物种分门别类的层级体系（hierarchy）。现代生物分类依次采用界（kingdom）、门（phylum/division）、纲（class）、目（order）、科（family）、属（genus）、种（species）七个从高到低、基本且必要的主要阶元，有时界之上的域（domain）也算一个必要阶元；为做到更加详细完备，学术界还常在这些主要阶元之间设置次要阶元，如每个主要阶元上下的“总×”（前缀super-）、“亚×”（前缀sub-）和“下×”（前缀infra-）等阶元，以及并不算主流分类的支（clade）和族（tribe）等非正式阶元。每个阶元的学名通常以拉丁文表述，但一般为了描述或写作方便，除了属和种这两个最基层的级别需要被明示（见二名法），其他级别（除亚种外——见三名法）是不被明示的。
相关名词分類單元（taxon）也称作：分类单位、分类群等，是一群擁有共同特征的生物的集合體，为分类学工作中的客观操作单位，有特定的拉丁名称，例如一个具体的属、一个具体的科、一个具体的目等；可简称为：类元或类群。
分类阶元在18世纪由瑞典生物学家卡尔·林奈（Carl Linnaeus，1707～1778）所创立，他提出了纲、目、属、种四个阶元，其他各阶元由后世学者补充完善。由于林奈为分类阶元的奠基者，因此使用分类阶元对生物进行分类的方法被称作林奈分类法（Linnaean taxonomy），同时分类阶元也被表述为林奈氏分类系统、林奈套叠等级体系等。长期以来，现代生物分类法在实质上为林奈分类法，但随着系统发生学的日趋成熟，此法在表达物种演化脉络上暴露出一定局限性：当越来越多世代相承的演替类群被确立时，分类阶元因其有限的数量和人为预设的层级体系，无法一一适配，从而出现低等阶元包含高等阶元，或不同等级的阶元成为姊妹群等混乱现象。20世纪后半叶以来，基于演化支来归类物种的系统分类法极大地挑战了林奈分类法的传统地位，以至有学者提出全面废除人为假定的分类阶元，由演化支的概念取而代之，但分类阶元这一经典分类概念因为数个世纪以来的普遍使用已经深入人心，废除主张终究未能实行。

## 概述
地球上的生物极为浩繁，研究数量如此庞大的生物种类，必须应用科学的分类方法，首先对生物区分、鉴定、命名，并将生物归纳，排列于适当的分类阶元（即 分类层级）中，建立分类系统。如此才能鉴别物种，阐明物种间的亲缘关系和系统发生。
分类学根据物种间形态的异同、演化关系的亲疏，使用不同的层级，将物种逐级分类。在分类系统中，通常使用 7 个主要级别：种、属、科、目、纲、门、界。种（物种）是真核生物的基本单元，是内部成员相互间都可以繁殖出有生育能力的后代的最高集群；具有共同起源及同源特征的种集合成属，属内成员间因为基因较近可以生出能存活但无生育能力的后代；近缘的属再组成科，科又聚成目，目合成纲，最后纲归为门，门构成界。换言之，种隶于属，属隶于科，科隶于目，目隶于纲，纲隶于门，门隶于界。因此，分类阶元由大而小依次为 界、门、纲、目、科、属、种。建立一个属必须以最有代表性的模式种为依据，而科的依据是模式属。
随着研究的进展，分类层次不断增加，在各阶元上下建立了次要阶元。从界到种，均可设“亚级”（sub-），如亚门（subphylum）、亚纲（subclass）、亚目（suborder）、亚科（subfamily）等。在目和科上，有时可加上“总级”（super-），如总纲（superclass）、总目（superorder）、总科（superfamily）等。此外，还可增设新的单元，其中最常设的是族（tribe），介于亚科和属之间。在有些分类学著作中，曾用“部”（cohort）这一层级，有的介于纲和目之间，有的介于亚目和总科之间。
门的拉丁名词尾一般加 -phyta ；纲的拉丁名词尾加 -opsida 或 -eae，但藻类为 -phyceae，菌类为 -mycetes；目的拉丁名词通常加 -ales；科的拉丁名词尾一般加 -aceae，但由于历史上惯用已久，有八个科经国际植物学会决定为保留科名，其拉丁词尾为 -ae，这些科是十字花科（Cruciferae）、豆科（Leguminosae）、藤黄科（Guttiferae）、伞形科（UmbeIIiferae）、唇形科（Labiatae）、菊科（Compositae）、禾本科（Gramineae）、棕榈科（Palmae）。亚科的拉丁词尾为 -oideae。有时科以下除分亚科外，还有族（Tribus）和亚族（Sub-tribus）。在属下除亚属外还可有组（Section）和系（Series）。
种（species）是生物分类的基本单位。种是具有一定的自然分布区和一定的形态特征和生理特性的生物类群。在同一种中的各个个体具有相同的遗传性状，彼此交配（传粉受精）可以产生能育的后代。种是生物进化和自然选择的产物。在动物中，种以下的分类阶元一般只有亚种（Subspecies），而在植物中，除亚种外，还有变种（Varietas）、变型（forma）等。
亚种一般认为是一个种内的类群，在形态上多少有变异，并具有地理分布上、生态上或季节上的隔离，这样的类群即为亚种。属于同种内的两个亚种，不分布在同一地理分布区内。
变种是一个种在形态上多少有变异，而变异比较稳定，它的分布范围（或地区）比亚种小得多，并与种内其他变种有共同的分布区。
变型是一个种内有细小变异，如花冠或果的颜色，毛被情况等，且无一定分布区的个体。
品种只用于栽培植物的分类上，在野生植物中不使用品种这一名词，因为品种是人类在生产劳动中培养出来的产物，具有经济意义较大的变异，如色、香、味，形状、大小，植株高矮和产量等的不同。农作物中的水稻、小麦、玉米、棉花都有很多品种，药用植物中如地黄的品种有金状元、新状元等，姜的品种有竹根姜和白姜等。药材中一般称的品种，实际上既指分类学上的“种”，有时又指栽培的药用植物的品种而言。
| 基本分类级别 |      |         |         |                 |                   |
| 中文         | 中文 | 拉丁文  | 拉丁文  | 英文            | 英文              |
| 域           | 域   | regio   | regio   | domain          | domain            |
| 界           | 界   | regnum  | regnum  | kingdom         | kingdom           |
| 门           | 门   | phylum  | divisio | phylum (动物学) | division (植物学) |
| 纲           | 纲   | classis | classis | class           | class             |
| 目           | 目   | ordo    | ordo    | order           | order             |
| 科           | 科   | familia | familia | family          | family            |
| 属           | 属   | genus   | genus   | genus           | genus             |
| 种           | 种   | species | species | species         | species           |

## 示例
| 排序 | 黑腹果蠅                 | 人                        | 豌豆                                               | 毒蠅傘                    | 大腸桿菌                     |
| ---- | ------------------------ | ------------------------- | -------------------------------------------------- | ------------------------- | ---------------------------- |
| 域   | 真核生物 Eukaryota       | 真核生物 Eukaryota        | 真核生物 Eukaryota                                 | 真核生物 Eukaryota        | 細菌域 Bacteria              |
| 界   | 動物界 Animalia          | 動物界 Animalia           | 植物界 Plantae                                     | 真菌界 Fungus             | 細菌界 Bacteria              |
| 門   | 節肢動物門 Arthropoda    | 脊索動物 Chordata         | 被子植物 Magnoliophyta （維管束植物 Tracheophyta） | 擔子菌門 Basidiomycota    | 變形菌門 Proteobacteria      |
| 亞門 | 六足亞門 Hexapoda        | 脊椎動物亞門 Vertebrata   | Magnoliophytina （真葉植物 Euphyllophytina）       | 傘菌亞門 Agaricomycotina  |                              |
| 綱   | 昆蟲綱 Insecta           | 哺乳綱 Mammalia           | 雙子葉植物 Magnoliopsida （木賊綱 Equisetopsida）  | 傘菌綱 Agaricomycetes     | γ-變形菌 Gammaproteobacteria |
| 亞綱 | 有翅亞綱 Pterygota       | 獸亞綱 Theria             | 薔薇亞綱 Rosidae （木蘭類植物 Magnoliidae）        | 傘菌亞綱 Agaricomycetidae |                              |
| 總目 |                          | 靈長總目 Euarchontoglires | 薔薇總目 Rosanae                                   |                           |                              |
| 目   | 雙翅目 Diptera           | 靈長目 Primates           | 豆目 Fabales                                       | 傘菌目 Agaricales         | 腸桿菌目Enterobacteriales    |
| 亞目 | 短角亞目 Brachycera      | 簡鼻亞目 Haplorrhini      | 豆亞目 Fabineae                                    | 傘菌亞目 Agaricineae      |                              |
| 科   | 果蠅科 Drosophilidae     | 人科 Hominidae            | 豆科 Fabaceae                                      | 鵝膏菌科 Amanitaceae      | 腸桿菌科 Enterobacteriaceae  |
| 亞科 | 果蠅亞科 Drosophilinae   | 人亞科 Homininae          | 豆亞科 Faboideae                                   | Amanitoideae              |                              |
| 屬   | 果蠅屬 Drosophila        | 人屬 Homo                 | 豌豆屬 Pisum                                       | 鵝膏菌屬 Amanita          | 埃希氏菌屬 Escherichia       |
| 種   | 黑腹果蠅 D. melanogaster | 智人 H. sapiens           | 豌豆 P. sativum                                    | 毒蠅傘 Amanita muscaria   | 大腸桿菌 E. coli             |

## 学名词缀
分類階元的拉丁學名發音多已英語化，下表中的音標也是英語化的。更贴近古典拉丁語的發音（最常见的是/eɪ/换成/ɑː/ ）也可接受。
| 分类阶元 | 細菌            | 植物                | 藻類                | 真菌                     | 動物                     | 病毒                         |
| -------- | --------------- | ------------------- | ------------------- | ------------------------ | ------------------------ | ---------------------------- |
| 門       |                 | -phyta /ˈfaɪtə/     | -phyta /ˈfaɪtə/     | -mycota /maɪˈkoʊtə/      |                          | -viricota /vaɪrɪˈkoʊtə/      |
| 亞門     |                 | -phytina /fɪˈtaɪnə/ | -phytina /fɪˈtaɪnə/ | -mycotina /maɪkoʊˈtaɪnə/ |                          | -viricotina /vaɪrɪkoʊˈtaɪnə/ |
| 綱       | -ia /iə/        | -opsida /ˈɒpsɪdə/   | -phyceae /ˈfaɪʃi/   | -mycetes /maɪˈsiːtiːz/   |                          | -viricetes /vaɪrɪˈsiːtiːz/   |
| 亞綱     | -idae /ɪdi/     | -idae /ɪdi/         | -phycidae /ˈfɪsɪdi/ | -mycetidae /maɪˈsɛtɪdi/  |                          | -viricetidae /vaɪrɪˈsɛtɪdi/  |
| 總目     |                 | -anae /ˈeɪni/       | -anae /ˈeɪni/       | -anae /ˈeɪni/            |                          |                              |
| 目       | -ales /ˈeɪliːz/ | -ales /ˈeɪliːz/     | -ales /ˈeɪliːz/     | -ales /ˈeɪliːz/          |                          | -virales /vaɪrˈeɪliːz/       |
| 亞目     | -ineae /ˈɪni/   | -ineae /ˈɪni/       | -ineae /ˈɪni/       | -ineae /ˈɪni/            |                          | -virineae /vaɪrˈɪni/         |
| 下目     |                 | -aria /ˈɛəriə/      | -aria /ˈɛəriə/      | -aria /ˈɛəriə/           |                          |                              |
| 總科     |                 | -acea /ˈeɪʃə/       | -acea /ˈeɪʃə/       | -acea /ˈeɪʃə/            | -oidea /ˈɔɪdiə/          |                              |
| 領科     |                 |                     |                     |                          | -oidae /ˈɔɪdi/           |                              |
| 科       | -aceae /ˈeɪʃi/  | -aceae /ˈeɪʃi/      | -aceae /ˈeɪʃi/      | -aceae /ˈeɪʃi/           | -idae /ɪdi/              | -viridae /vaɪrˈɪdi/          |
| 亞科     | -oideae /ˈɔɪdi/ | -oideae /ˈɔɪdi/     | -oideae /ˈɔɪdi/     | -oideae /ˈɔɪdi/          | -inae /ˈaɪni/            | -virineae /vaɪrˈɪni/         |
| 下科     |                 |                     |                     |                          | -odd /ɒd/                |                              |
| 族       | -eae /i/        | -eae /i/            | -eae /i/            | -eae /i/                 | -ini /ˈaɪnaɪ/            |                              |
| 亞族     | -inae /ˈaɪni/   | -inae /ˈaɪni/       | -inae /ˈaɪni/       | -inae /ˈaɪni/            | -ina /ˈaɪnə/             |                              |
| 下族     |                 |                     |                     |                          | -ad /æd/ or -iti /ˈaɪti/ |                              |

## 全部分類
- 域 Domain
- 界 Kingdom
  - 亚界 Subkingdom
    - 支 Branch
      - 下界 Infrakingdom
- 总门、超門 Superphylum（植物学用Superdivision）
  - 门 Phylum（植物学用Division）
    - 亚门 Subphylum（植物学用Subdivision）
      - 下门 Infraphylum（植物学用Infradivision）
        - 小门 Microphylum
- 高纲 Megaclass
  - 总纲 Superclass
    - 纲 Class
      - 亚纲 Subclass
        - 下纲 Infraclass
          - 小纲 Parvclass或Subterclass

- 总部 Superlegion
  - 部 Legion
    - 亚部 Sublegion
      - 下部 Infralegion
- 总群 Supercohort
  - 群 Cohort
    - 亚群 Subcohort
      - 下群 Infracohort
- 宏目 Gigaorder
  - 高目 Magnorder或Megaorder
    - 大目 Grandorder或Capaxorder
      - 上目 Mirorder或Hyperorder
        - 总目 Superorder（一些分类学者将总目置于高目及大目之间）
          - 系 Series（常用于鱼类）
            - 目 Order
              - 从目 Nanorder
                - 次目 Hypoorder
                  - 若目 Minorder
                    - 亚目 Suborder
                      - 下目 Infraorder
                        - 小目 Parvorder或Microorder
- 宏科 Gigafamily
  - 高科 Megafamily
    - 大科 Grandfamily
      - 上科 Hyperfamily
        - 总科 Superfamily
          - 领科 Epifamily
            - 系 Series（常用于鳞翅类）
              - 组 Group（常用于鳞翅类）
                - 科 Family
                  - 亚科 Subfamily
                    - 下科 Infrafamily
- 总族 Supertribe
  - 族 Tribe
    - 亚族 Subtribe
      - 下族 Infratribe
- 属 Genus
  - 亚属 Subgenus
    - 下屬 Infraspecific
- 节（台湾用词）、组（大陆用词） Section（常用于植物学）
  - 亚节（台湾用词）、亚组（大陆用词） Subsection（常用于植物学）
- 系 Series（常用于植物学）
  - 亚系 Subseries（常用于植物学）
- 种团 Superspecies or Species-group
  - 种 Species
    - 亚种 Subspecies
      - 變種 Variety（常用于植物学）
        - 亚變種 Subvariety（常用于植物学）

      - 型 Form（常用于植物学）
        - 亚型 Subform（常用于植物学）

还有一些可以在任意位置使用的层级，通常在纲以下、目以下、科以下：
- 总类、超类 Superdivision（常用于动物学）
  - 类 Division（常用于动物学）
    - 亚类 Subdivision（常用于动物学）
      - 下类 Infradivision（常用于动物学）
- 总派 Supersection（常用于动物学）
  - 派 Section（常用于动物学）
    - 亚派 Subsection（常用于动物学）
      - 下派 Infrasection（常用于动物学）
- 系 Series（常用于动物学）
  - 亚系 Subseries（常用于动物学）

## 备注
1. ↑  中文“阶元”为阶层（等级）和单元（门类、范围）的组合词，兼具二者含义。
2. ↑  中文“类群”一词涵义广泛，可指任何相似生物的种群组合，例如生态行为相似的“生态类群”，大致对应英文的 group 一词，并不限于分类学范畴。